# غيليس براسارد
غيليس براسارد قالب:Lang-en-ca هو عالم تعمية ومهندس وعالم حاسوب وفيزيائي كندي، ولد في 20 أبريل 1955 في مونتريال في كندا.

## وصلات خارجية
- الموقع الرسمي